# Velká synagoga (Kališ)
Velká synagoga v Kališi stávala na Koňském trhu, na místě Staré synagogy. 14. října 1861 se v synagoze konalo slavnostní setkání s arcibiskupem z Varšavy, kdy se setkání s Antoni Melchior Fijałkowskim stalo symbolem solidarity Židů a Poláků v době boje o samostatnost Polska v době Kongresového Polska.
Roku 1939 byla nacisty vypleněna, což vedlo o rok později k jejímu stržení.
Ke konci války vznikla na jejím místě budova Dělnické strany, která byla v na počátku 90. letech přestavěna na banku BZ WBK a náměstí.
Ze synagogy se dochovala 7 cm vysoká zdobená nádoba.